# Bara Mohansingh
Bara Mohansingh – miejscowość położona w pobliżu miasta Siliguri, w północnej części indyjskiego stanu Bengal Zachodni. 
Bara Mohansingh jest tzw. census town, czyli miejscowością kategoryzowaną pomiędzy obszarem miejskim a wiejskim, posiadającą pewne cechy miasta, lecz administrowaną jak obszar wiejski.
Miejscowość leży w północno-wschodnich Indiach, w północno-zachodniej części stanu Bengal Zachodni, w dystrykcie Dardżyling. Do centrum Siliguri, największego miasta dystryktu, jest ok. 7 km. Ma ono ok. 2,9 km² powierzchni, a współrzędne geograficzne to: 26°42'12"N 88°21'55"E.
Na terenie miejscowości znajduje się wyższa uczelnia o statusie koledżu: North Bengal Medical College, który jest afiliowany przy Uniwersytecie Północnego Bengalu. Główny kampus Uniwersytetu Północnego Bengalu znajduje się tuż za główną drogą do Siliguri będącą też północną granicą miejscowości.
Średnia suma roczna opadów atmosferycznych wynosi 327 mm, zaś zakres spotykanych temperatur wynosi między 9°C a 36°C.
W 2001 r. Bara Mohansingh liczyło 11 006 mieszkańców. Według spisu statystycznego z 2011 r. miejscowość liczyła 15 616 mieszkańców, 7798 mężczyzn i 7818 kobiet. Na 1000 mężczyzn przypadały 1003 kobiety, co jest wartością znacznie wyższą od średniej dla całego stanu, gdzie na 1000 mężczyzn przypadało tylko 950 kobiet. Gęstość zaludnienia wynosiła 5385 osób/km². Dzieci w wieku 0-6 lat stanowiły 8,6% (w całym stanie - 12%). Między 2001 a 2011 współczynnik wzrostu populacji wyniósł 41,9% (w całym stanie - 13,8%). 
Analfabetami było ok. 10% społeczności miejscowości (w całym stanie było to 23,7% ludności), 6% mężczyzn i 14% kobiet. 32,7% populacji miasta należało do tzw. zarejestrowanych kast (ang. Scheduled Castes), 6,7% należało do tzw. zarejestrowanych plemion (ang. Scheduled Tribes), czyli grup społecznych o najniższym statusie.
Według spisu powszechnego z 2011 r. 93,0% ludności wyznawało hinduizm. Kolejne grupy wyznaniowe to: chrześcijanie, których było 2,7%buddyści – 2,6% i muzułmanie – 1,5%.